# Прокурор, Игорь Иванович
И́горь Ива́нович Прокуро́р (укр. Ігор Іванович Прокурор; 5 марта 1991) — украинский футболист, полузащитник.

## Игровая карьера
В 2008 году выступал за дубль «Нефтяник-Укрнефть». После «вылета» этой команды в первую лигу 10 августа того же года дебютировал в её составе, после чего перешёл в «Кривбасс». В криворожском клубе играл полтора года за молодёжную команду.
Весной 2010 года вернулся в «Нефтяник», куда перешёл с пятью партнёрами по «Кривбассу»: вратарём Евгением Дейнеко, защитником Сергеем Карпенко, нападающим Романом Каракевичем и ещё одним игроком молодёжки Сергеем Чеботарёвым.
После очередного ухода из ахтырской команды футболист оставался без команды. Тогда тренер Владимир Кныш предложил приехать на просмотр в его «Академию УТМ». После просмотра Прокурор был оставлен в кишинёвской команде. В высшем молдавском дивизионе дебютировал 2 марта 2013 года выйдя в основном составе в игре против «Дачии». Всего в чемпионате соседней страны провёл 13 матчей, в которых отличился тремя забитыми голами. Вскоре в «Академии» начались финансовые проблемы, появились задержки по зарплате, и во время летнего межсезонья футболист занялся поиском нового клуба.
Прокурор вслед за Владимиром Кнышем перешёл в стрыйскую «Скалу». В команде, укомплектованной в основном юниорами 1994 года рождения, двадцатидвухлетний Прокурор был одним из самых опытных футболистов. В первой половине сезона футболист, пользуясь доверием тренера, заиграл в основе. Стал лидером команды. Смог сбалансировать её игру в центре поля, а ещё забил победный мяч в ворота «Оболони-Бровара». В дополнительное время домашнего матча против киевлян полузащитник доиграл эпизод до конца, пойдя в самоотверженный подкат, а затем воспользовавшись собственным отбором. Весной следующего года Прокурора выбили из колеи травмы, из-за которых он не сыграл в 2014 году ни единого официального матча и со временем расторг контракт с клубом, чтобы подлечиться.
В 2015 году в третий раз присоединился к ахтырскому «Нефтянику», который на тот момент возглавлял Владимир Кныш. 19 января 2016 года стало известно, что Игорь покинул ахтырский клуб по состоянию здоровья.